# Football en Lettonie

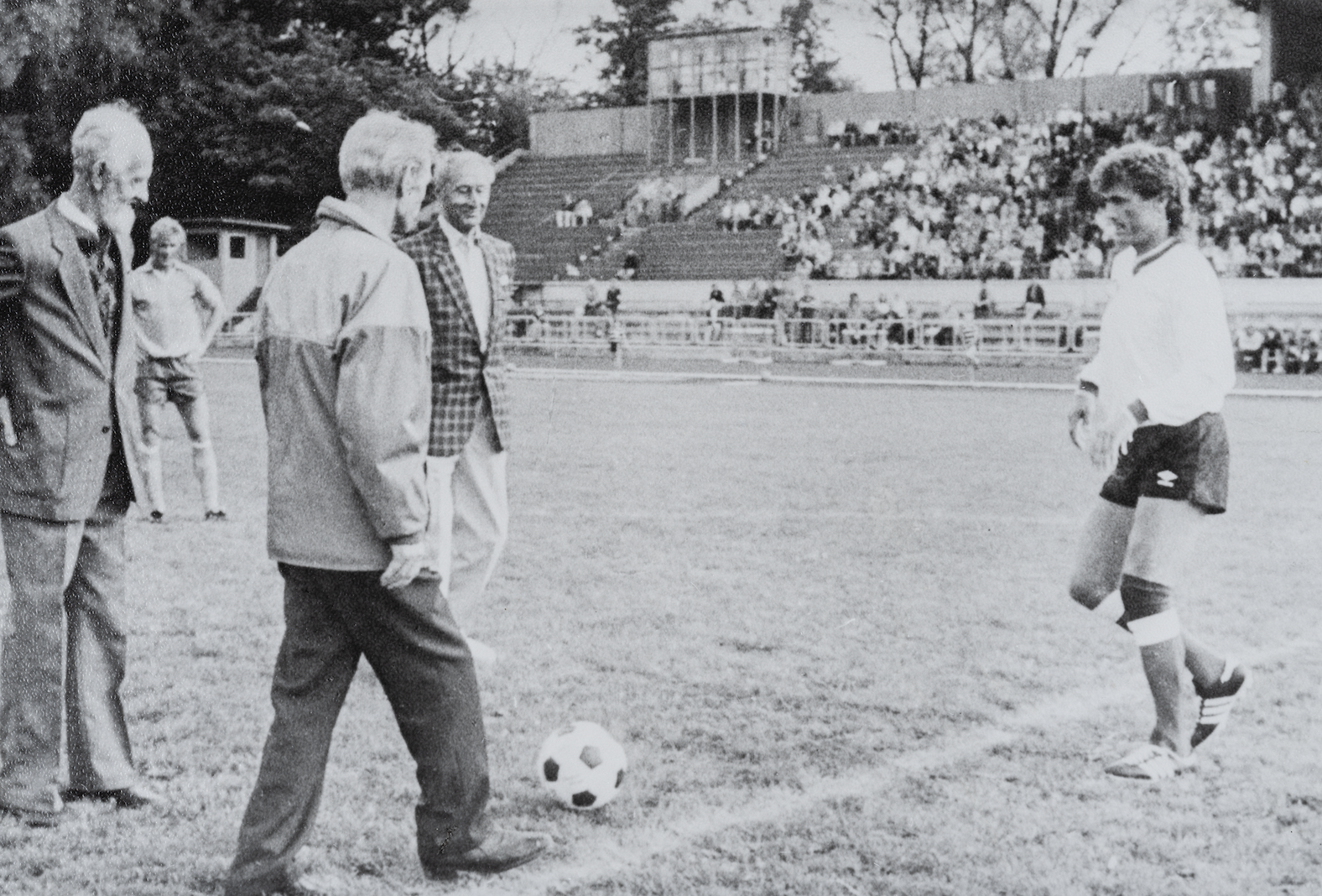
Match amical non officiel Estonie-Lettonie le 18 juillet 1990

Le football en Lettonie est un sport dont la popularité est croissante. Il est géré par la Fédération de Lettonie de football. S'il est le sport avec le plus de licenciés, il occupe la troisième place en termes de popularité, après le hockey sur glace et le basket-ball. Le championnat local demeure d'un niveau modeste, avec une faible exposition médiatique, tandis que les conditions hivernales, parfois difficiles, entravent la pratique du football pendant une partie de l'année.
Historiquement, le football apparaît au tournant du XXe siècle avec un match recensé en 1906 et l'apparition des premiers clubs dans la foulée, créés par des expatriés anglais et allemands. Avec l'indépendance du pays, une fédération nationale est créée en 1921, avec un championnat et une adhésion à la FIFA en 1922, permettant à la sélection de participer aux Jeux Olympiques de 1924. Elle tente aussi, sans succès, de se qualifier à la Coupe du monde de football de 1938. La Seconde Guerre mondiale puis l'occupation soviétique changent la donne. Si un championnat local perdure, quelques clubs participent au championnat soviétique, tandis qu'un seul joueur letton est sélectionné au sein de l'équipe d'URSS, le défenseur Leonid Ostrovskiy. L'indépendance de 1991 entraîne la recréation d'une ligue nationale dès 1992, dominé par le Skonto Riga. À ce jour, la meilleure performance de la sélection reste la qualification à l'Euro 2004, réussissant à obtenir le nul face à l'Allemagne. 

## Système de divisions
| Niveau | Championnat                                             |
| ------ | ------------------------------------------------------- |
| 1      | LMT Virslīga 10 clubs                                   |
| 2      | Latvijas futbola 1. līga 6 clubs et 8 équipes réserves  |
| 3      | Latvijas futbola 2. līga 50 clubs répartis en 7 groupes |